# Одна країна, дві системи
Одна країна, дві системи (кит.: 一國兩制) — ідея, яку запропонував на початку 1980-х Ден Сяопін, керівник Китайської Народної Республіки, згідно з нею політична система Китаю повинна була зазнати змін. Ден Сяопін запропонував варіант, при якому існував би тільки один Китай, але при цьому такі території як Гонконг, Макао і Тайвань могли б мати свої власні капіталістичні економічні та політичні системи, водночас у іншій частині Китаю існувала б соціалістична система. Згідно з пропозицією, Тайвань міг би зберегти свою власну політичну систему, юрисдикцію, озброєння, економіку й фінансову систему, включно з комерційними та культурними угодами з іншими країнами, та отримати конкретні права в міжнародних відносинах.